# Şeyhvarmaz, Pamukova
Şeyhvarmaz là một xã thuộc huyện Pamukova, tỉnh Sakarya, Thổ Nhĩ Kỳ. Dân số thời điểm năm 2008 là 648 người.